# VisualFEA
VisualFEA là một phần mềm thương mại phục vụ tính toán phần tử hữu hạn. Phần mềm do công ty Intuition Software phát triển, ngoài mục tiêu tính toán hiệu quả còn là công cụ hỗ trợ cho việc giảng dạy phương pháp phần tử hữu hạn. Vì vậy, phần mềm còn có tên là VisualFEA-CBT (Computer-based training: đào tạo trên máy tính).
VisualFEA có thể hỗ trợ người dùng giải quyết các bài toán kết cấu công trình, truyền nhiệt và thấm bằng phương pháp phần tử hữu hạn với các công cụ sau:
- Giao diện nhập các dữ liệu về hình dạng kết cấu, đặc tính vật liệu, các điều kiện biên. Vật có thể là hai chiều hoặc ba chiều.
- Chương trình tính - thực chất là giải hệ phương trình gồm các hệ số là độ cứng và ngoại lực để tính ra ứng suất của hệ thống.
- Hiển thị kết quả dưới các dạng: đường đồng mức, biểu đồ biến dạng. Ngoài ra, người dùng còn xem được chi tiết quá trình giải hệ phương trình để tính ra đáp số cuối cùng.

Bản dùng thử (trial) của VisualFEA chỉ cho phép tạo lưới phần tử hữu hạn đơn giản (với số phần tử không quá 200).